# Tcholliré
Tcholliré (la « colline aux oiseaux ») est une ville du Cameroun située dans la région du Nord et chef-lieu du département du Mayo-Rey, à 192 km de la capitale de la région du Nord. Elle a hébergé une prison politique après l'indépendance.

## Population
Lors du recensement de 2005, la commune comptait 47 296 habitants, dont 10 465 pour Tcholliré Ville.

## Structure administrative de la commune
Outre Tcholliré proprement dit, la commune comprend les villages suivants :
- Banda
- Bandjoukri
- Baoussi
- Berem Rey
- Bobok
- Bokko
- Bouk
- Bouri
- Dawan
- Demsa Kolé
- Demsa Koulkouba
- Djaba
- Dogba
- Doudja
- Douffin
- Dougon
- Doukba
- Doukéa
- Doundja
- Gaba
- Gakri
- Gamba
- Ganani Dina
- Ganani Lembé
- Gandi
- Gavé
- Gop Rey
- Gouga
- Guéri
- Guidjiba
- Haoussaré
- Har Napping
- Home Garal
- Hormbali Manga
- Hormbali Petel
- Kali
- Kamban
- Karba Babba
- Karba Kerwa
- Kodi Petel
- Koti Manga
- Koum
- Koundini
- Kourouk
- Laboun
- Lakba
- Lasséré
- Leunda
- Madjadou
- Mamgueinwa
- Manangna
- Mayo
- Mbadjé
- Mbang Katmor
- Mbang Rang
- Mbaou
- Mbaran
- Mbiem
- Mbieng
- Mbillaré I
- Mbillaré II
- Mbip
- Mbissiri
- Mboudji
- Mboum Ma'a Mboum
- Nguaye
- Nikba
- Noto
- Nyan
- Reyna
- Rôh
- Sabongari
- Sakdje
- Sassa
- So'o
- Sota
- Taboun
- Tcholliré II
- Tham
- Tolore
- Vagba
- Wah
- Wani
- Yett
- Youkout
- Zouayé